# José Carlos Ferreira Filho
José Carlos Ferreira Filho (Maceió, 24 april 1983), ook  bekend onder de  naam Zé Carlos, is een Braziliaans voetballer.